# Pillar (bergstopp i Kenya)
Pillar är en bergstopp i Kenya.   Den ligger i länet Meru, i den centrala delen av landet, 140 km norr om huvudstaden Nairobi. Toppen på Pillar är 4 265 meter över havet.
Terrängen runt Pillar är bergig söderut, men norrut är den kuperad.  Trakten runt Pillar är nära nog obefolkad, med mindre än två invånare per kvadratkilometer. Det finns inga samhällen i närheten. Trakten runt Pillar består i huvudsak av gräsmarker.